# 陳岳鵬
陳岳鵬，SBS（1982年9月14日—），香港人，前政制及內地事務局副局長，南區區議會薄扶林選區前任區議員，是匯賢智庫的11名創會人之一，曾被香港傳媒形容為葉劉淑儀的「頭馬」。 現為香港賽馬會行政經理。
2010年5月19日，陳岳鵬就任行政長官辦公室特別助理，並辭去南區區議員一職。2012年9月12日，特區政府宣佈，委任陳岳鵬為政制及內地事務局政治助理。2015年9月21日，陳岳鵬升任政制及內地事務局副局長。隨著他的辭職，他成為自2008年推行副局長制度以來任職副局長時間最短的人，歷時只有1年多。
2017年5月，陳岳鵬向特首梁振英提交辭職信，辭任政制及內地事務局副局長並於6月28日正式離任。到美國哈佛大學甘迺迪學院修讀公共行政碩士課程，為期一年。
2019年2月18日受僱於香港賽馬會擔任行政經理，負責香港賽馬會與中國內地事務。

## 生平
- 畢業於陳瑞祺（喇沙）小學（1994年）、英華書院（1999年）、Williston Northampton School（2001年預科）以及史丹佛大學公共行政學系（2005年學士）。及後於2006年完成史丹佛大學比較政治與社會學碩士學位。再於2018年完成哈佛大學甘迺迪學院公共行政碩士學位。
- 他於史丹佛大學修讀政治及社會學期間，曾任美國眾議員、前美國駐華大使馬克斯·博卡斯華盛頓辦公室見習生[6]，不過他這簡歷，曾被時事評論員林忌用於博客上，質疑他參選資格[7]。
- 新民黨主席葉劉淑儀的女兒葉榮欣是陳岳鵬的好朋友及校友，[8]不過有關關係曾被報章大做文章，令他與葉榮欣傳出緋聞[9]。